# Musée de la tapisserie et des arts du tissu
 (juin 2013).

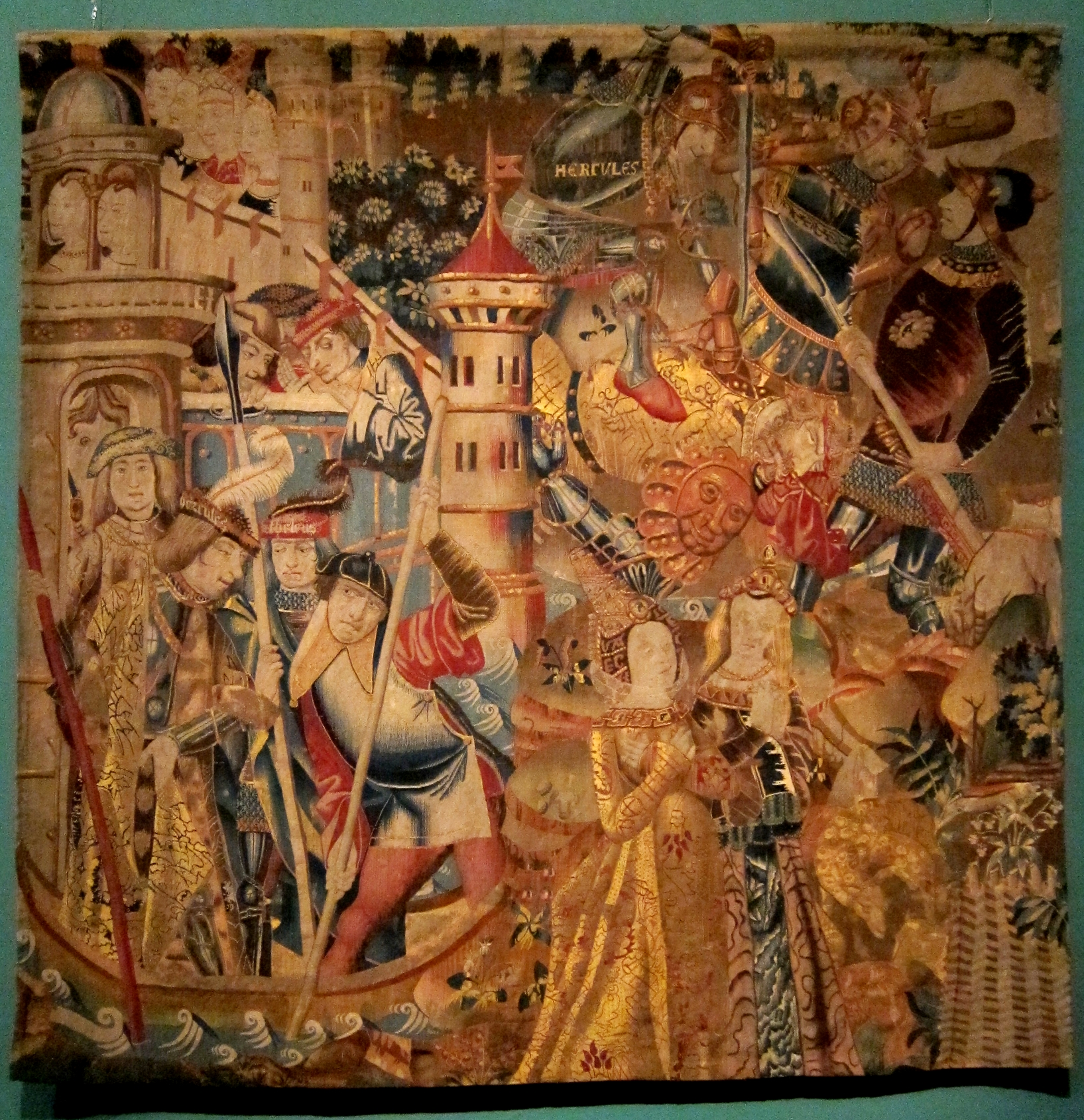
Vie d'Hercule (XVe siècle).

Le musée de la tapisserie et des arts du tissu (proprement dit TAMAT - Centre de la Tapisserie, des Arts Muraux et des Arts du Tissu) est un musée de Tournai en Belgique qui se trouve place Reine Astrid.

## Histoire
Le musée, qui évoque une activité qui fut florissante à Tournai du XVe au XVIIIe siècle, est une institution dont l'inauguration remonte à l'année 1990.

## Un musée
Le lieu accueille des collections permanentes ainsi que des expositions temporaires. Y sont exposées des tapisseries du XVe - âge d'or des productions tournaisiennes - et du XVIe. Celles-ci sont remarquables autant par leur taille que par leur richesse narrative.
Sont également mis à l'honneur les artistes contemporains, depuis les années 1940 jusqu'à aujourd'hui dont Louis Delfour, Edmond Dubrunfaut, Marcelle Lacroix-Flagey, Marika Száraz et Roger Somville.

## Un espace de travail
L'étage supérieur de l'ancien hôtel de maître est réservé aux passionnés d'art textile. Certains restaurent, d'autres créent. Un centre de recherche complète le tableau.